# Egon Straszer

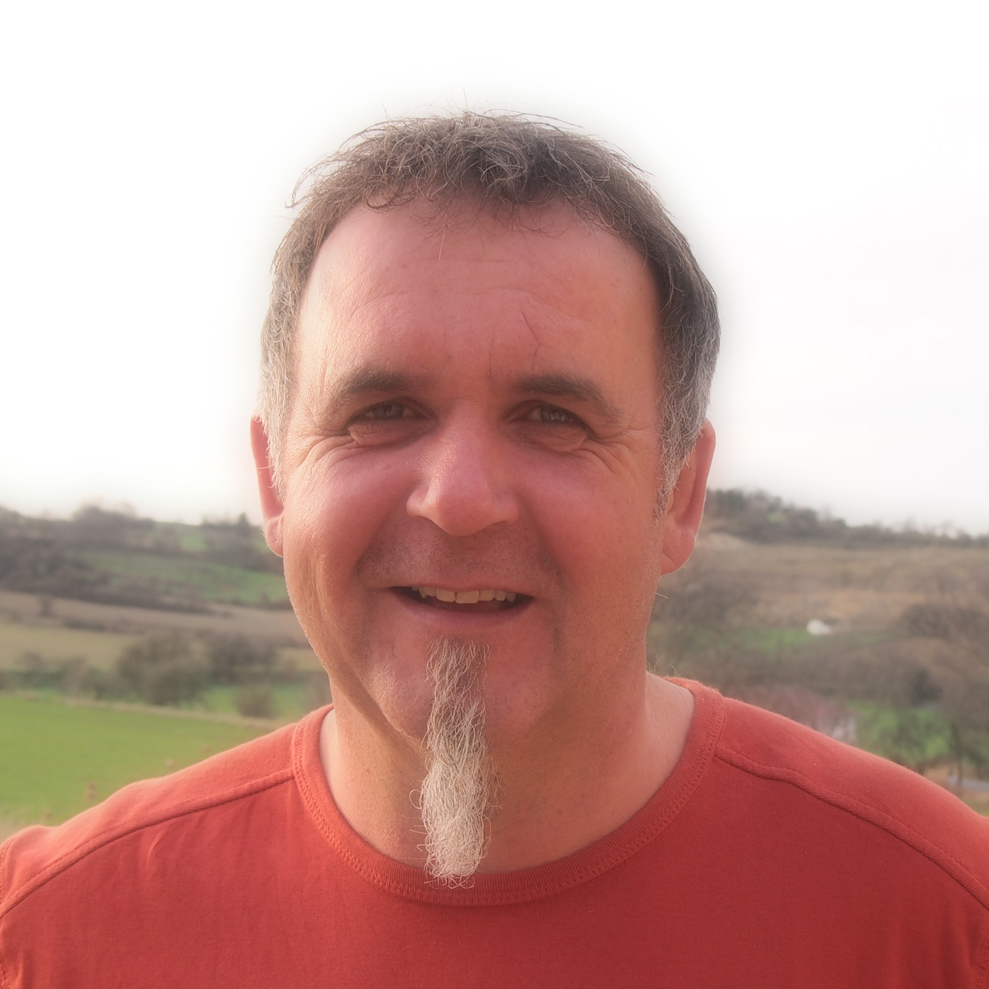
Egon Straszer (2007)

Egon Straszer (* 1966 in Malta, Kärnten) ist ein österreichischer Bildhauer und Maler.

## Leben und Wirken

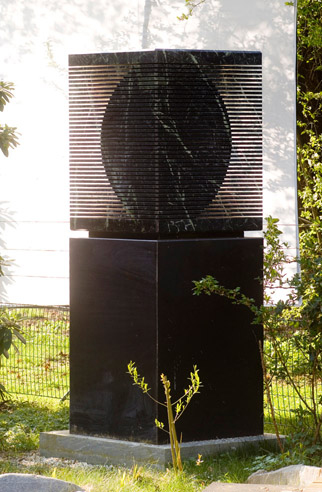
Skulptur ellipsoides Stück, 2005

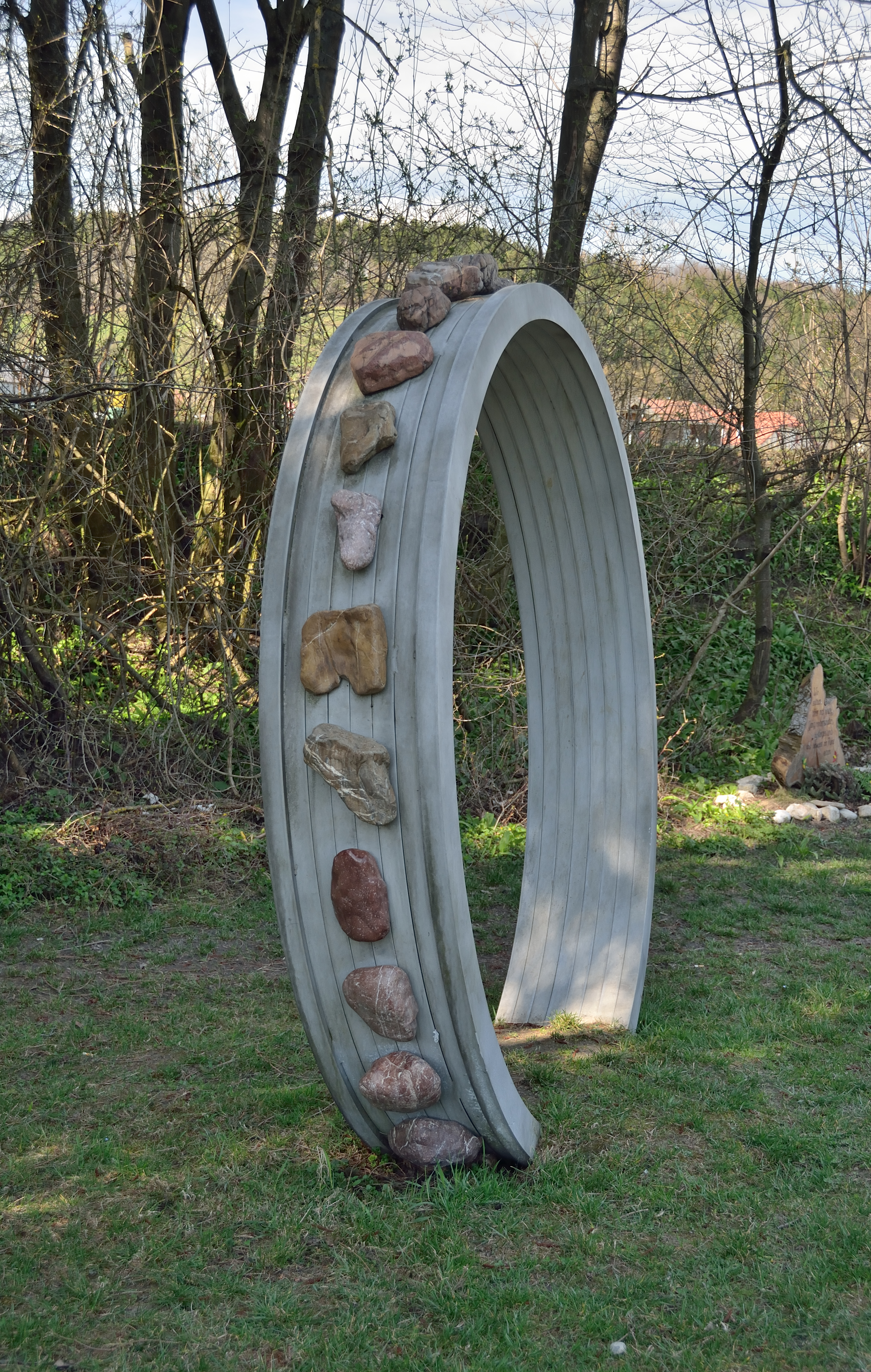
Skulptur Morgengabe an Gaia, 2009

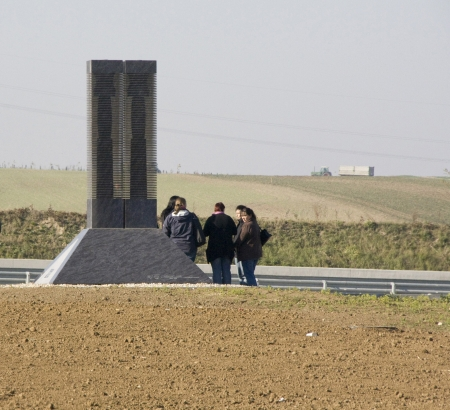
Skulptur part, 2010

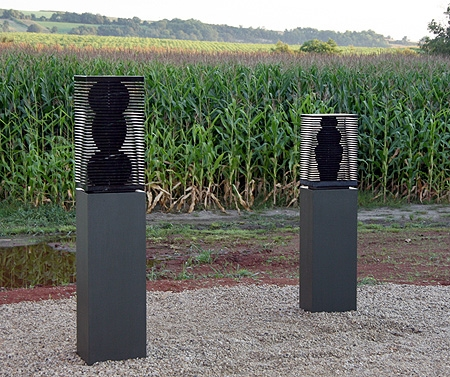
Skulpturen schmetterlingsraupe und erinnerungs_stück, 2008

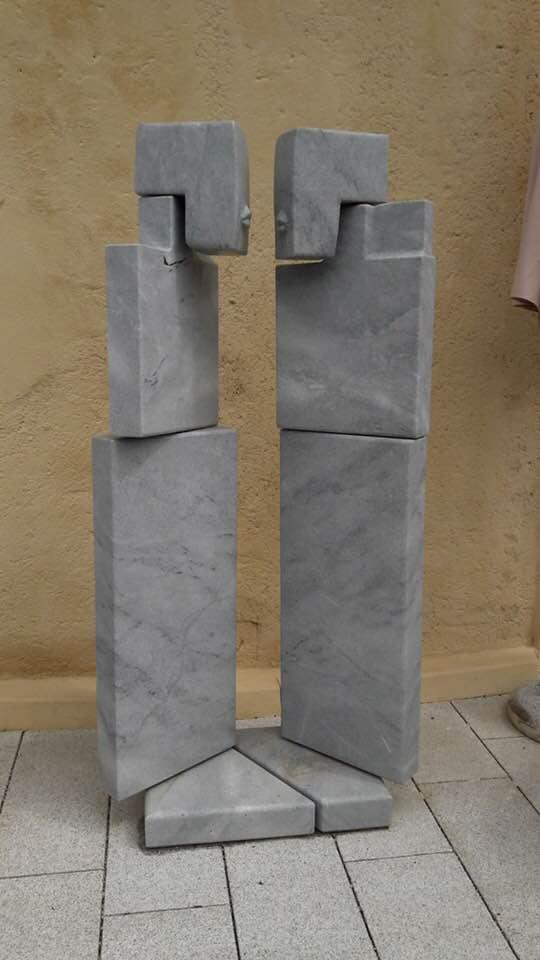
Skulptur Bewegliche Objekte, 2018

Egon Straszer wurde 1966 in Malta (Bezirk Spittal an der Drau, Kärnten) geboren und absolvierte von 1981 bis 1990 Ausbildungen zu den österreichischen Lehrberufen Kunstschmied und zum Holz- und Steinbildhauer.
Seit 1989 wandte er sich künstlerischen Aktivitäten zu und begann mit freier künstlerischer Arbeit in den Steinbrüchen von Adnet bei Hallein und durch Teilnahme an den damaligen Steinbildhauersymposien ebendort (ab 1991). Zugleich begann er sich mit Bronzeguss zu beschäftigen. In Salzburg gründete er 1992 mit Peter Wiener und anderen Kolleg/inn/en die Künstler- und Bronzegussgruppe „ARGE EUG“. Diese Gruppe baute einen Schmelzofen für das Wachsausschmelzverfahren und eine Versuchswerkstätte für Bronzeguss in Zusammenarbeit mit der damaligen Glockengießerei Oberascher auf. Parallel dazu war Egon Straszer 1993–1995 bei Josef Zenzmaier als Assistent an der Internationalen Sommerakademie für Bildende Kunst Salzburg (Klasse Bronzeguss und Bildhauerei) tätig.
Ab Mitte der 1990er Jahre konzentrierte er sich aber vor allem auf Steinbildhauerei und begann in experimentellen Auseinandersetzungen, die Möglichkeiten der Steinbildhauerei in der Gegenwart auszuloten, u. a. seit Beginn der 2000er Jahre durch Entwicklung neuer Varianten des künstlerischen Steinschnitts in engen parallelen Schnitten, die durch computergesteuerten Diamantschnitt im Inneren von quadratischen Steinblöcken skulpturale Formen freilegen (s. u.).
2006 erhielt Egon Straszer den Förderungspreis für Bildende Kunst des Landes Kärnten.
2007 übersiedelte er vom bisherigen Wohn- und Arbeitssitz in Kärnten (zuerst Bad Kleinkirchheim, dann Seeboden am Millstätter See) nach Großrust bei St. Pölten in Niederösterreich, wo er seither lebt und seine Werkstatt hat.
Egon Straszer hat in für Österreich überregional bedeutenden Museen und Kunsthallen ausgestellt, wie dem Künstlerhaus Wien, dem Künstlerhaus Klagenfurt oder dem Niederösterr. Dokumentationszentrum für moderne Kunst in Sankt Pölten, aber auch im Künstlerhof der Akademie der Künste (Berlin). Zu seinen Werken gibt es Monographien und Berichte in Print- und AV-Medien (s. u.)
Werke von Egon Straszer befinden sich in öffentlichen und privaten Kunstsammlungen in Österreich und Deutschland, wie der Kunstsammlung des Landes Niederösterreich, dem Kunstforum Strabag oder der Sammlung Infineon. Seine Werke sind auch an etlichen Plätzen als Kunst im öffentlichen Raum aufgestellt, z. B. in Bad Kleinkirchheim (Brunnen im Kurpark und in der Therme St. Kathrein), in Obritzberg-Rust, bei der Raststation Hochleithen der österr. Nord-Autobahn A5, im Landesklinikum Neunkirchen, in Weinburg an der Pielach, im Skulpturenpark Thumersbach oder in der Skulpturenlinie „Steine ohne Grenzen“ ab Berlin-Buch über Hobrechtswald bis Barnim.
Egon Straszer ist Mitglied des Kärntner Kunstvereins und des Vereins Kunstwerk Krastal, wo er 2009–2015 auch als Mitglied des Vorstands tätig war, sowie des Künstlerhauses Wien, wo er mit Stand 2018 auch als Bereichskoordinator für Bildhauerei tätig ist.

## Werke und Formen
Entwicklung der Formensprache
Zu Beginn seines Schaffens experimentierte Egon Straszer auch mit Bronzeguss oder dem Material Holz, beschränkte sich aber bald auf das Material Stein. Seine Werke haben bisher viele Möglichkeiten in der Formgestaltung von Steinen durchgespielt, wie Höhlung des Steines, Durchbrechen und Perforieren begrenzender Steinwände, oder Freilegung und Herausformung eines Kernes.
Neue Formen durch neue Technik: Skulpturen im Durchblick - stone_clearing
Egon Straszer lässt in seinen neueren Werken alte Traditionen der Bildhauerei (Formung eigentlich nur der Oberfläche) hinter sich und versucht durch neue technische Möglichkeiten, neue Ausdrucksformen zu finden. Diese Formen entstehen nach seinen Entwürfen mittels computergesteuerter Diamantfräsen erst im Inneren von Steinblöcken.
In diesem experimentellen Prozess entstand in den letzten Jahren und bis heute eine umfangreiche Werkserie, die Egon Straszer selbst als „stone_clearing“ bezeichnet. Dazu schreibt der Kunsthistoriker Carl Aigner, Direktor des Museums Niederösterreich: „Dabei geht es sowohl um die Frage nach neuen Möglichkeiten figurativer Gestaltung als auch hinsichtlich einer Materialimmanenz, das heißt einer Gestaltbarkeit im Material selbst. Hier vollzieht sich ein entscheidendes neues Moment seines bildnerischen Selbstverständnisses. Mittels minutiösen, computergesteuerten Querschnitten des Steins mit Diamantsägen gelingt es ihm, menschliche Figuren im Stein selbst zu «formen». Je nach dem Blickwinkel des geometrisch eingeschnittenen Steins wird ein menschlicher Körper dreidimensional sichtbar. Der Künstler schafft eine neue Transparenz des harten Steinmaterials, Innen und Außen verkehren sich permanent in das Gegenteil: Schwebend erscheint und verschwindet je nach Blickperspektive die in den Steinblöcken herausgearbeiteten Personagen.“
Egon Straszer als Maler
In neuerer Zeit experimentiert Egon Straszer auch als Maler mit den Ausdrucksmitteln der Zeichnung und der Lithografie.

## Ausstellungen (Auswahl)
Egn Straszer bestritt bisher 25 Personale und ca. 75 Gruppenausstellungen. Hier wird eine Auswahl von insg. 30 der ca. 100 Ausstellungen genannt.

### Personale Ausstellungen
- 2021 Figur_inne Begegnung (mit Ruth Brauner), Galerie am Lieglweg, Neulengbach (13. Juni – 15. Juli 2021)[21]
- 2019 EEU (mit Ulrich Plieschnig und Eduard Lesjak), Galerie II, Sankt Andrä (Kärnten), (24. Jänner – 30. März 2019)[22]
- 2018 Immer in Sicht (mit Thomas Nemec), Kunstraum pro arte, Hallein (20. April – 26. Mai 2018)[23]
- 2014 Thuma & Straszer (mit Gerlinde Thuma), Kunstwerkstatt Tulln (17. Oktober – 2. November 2014)[24]
- 2014 Transformation und Inversion (mit Larissa und Frank Tomassetti), Künstlerhaus Klagenfurt (8. – 28. Mai 2014)[25]
- 2013 out_standing, Einzelausstellung im Kunstwerk Krastal, Einöde (23. August – 23. September 2013)[26]
- 2012 Judith Wagner. Egon Straszer. J.W.E.S. (mit Judith Wagner), Ausstellungsbrücke im Landhaus St. Pölten, Sankt Pölten (23. Mai – 13. Juni 2012)[27]
- 2011 Schein Raum Bewegung (mit Ludwig Wilding), Kunstraum Walker, Klagenfurt (1. – 17. Dezember 2011)[28]
- 2011 Egon Straszer: stone_clearing, Einzelausstellung im Kelag Schau-Kraftwerk Forstsee, Techelsberg (28. Juli – 15. August 2011)[29]
- 2010 Egon Straszer: Werke, Einzelausstellung in der Restaurant-Galerie Vierzehn, St. Gallen (25. Februar – 17. März 2010)
- 2006 Outdoor Show II (mit Sybille von Halem, Max Seibald), Kärntner Kunstverein, Künstlerhaus Klagenfurt (29. Juni – 30. September 2006)[30]
- 2004/2005 Dinge, an sich. Zum Kantjahr (mit Michael Kos), Galerie Freihausgasse, Villach (17. Dezember 2004 – 22. Jänner 2005)[31]
- 2004 Tellsäpfel. Michael Kos & Egon Straszer: Skulpturen, Objekte (mit Michael Kos), Galerie Gmünd (12. August – 20. September 2004)[32]

### Ausstellungsbeteiligungen
- 2022 drinnen : draußen, KUNST:WERK St. Pölten, (2. Juni – 2. Juli 2022).[33]
- 2022 Természet & Müvészet (Natur & Kunst), Skulpturen-Biennale, Kámoni Arboretum, Szombathely, (6. Mai – 30. Oktober 2022).[34]
- 2021 (K)EIN MENSCH IST EINE INSEL, Künstlerhaus Wien, (1. Mai – 8. August 2021).[35]
- 2020 KUNSTradln in Millstatt – Klein&Fein, 17 Stationen in Millstatt am See (Egon Straszer präsent bei den Stationen 1, 6[36], 10. Juli – 2. November 2020).
- 2019 Kunst aus der Kiste – die verbogene Sammlung, Kleine Galerie im Künstlerhaus Klagenfurt, (27. Juni – 2. August 2019).[37]
- 2018 Kunst auf Rezept – art on prescription – art sur ordonnance, Musée du Quai Branly Jacques Chirac, Paris (veranstaltet vom Kunstverein precarium, Wien, coop EHESS Paris; 8. März 2018).[38]
- 2017 Toda 2017: Umbrien / Österreich, Kulturinitiative Schupfengalerie, Herzogenburg, (13. Oktober – 11. November 2017).[39]
- 2016 schwarz, Weiß & grau, St. Pöltner Künstlerbund, Galerie KUNST:WERK Sankt Pölten, (18. Februar – 20. März 2016).[40]
- 2015 3D, Niederösterreichisches Dokumentationszentrum für moderne Kunst (NöDOK), Sankt Pölten, (13. Februar – 15. März 2015).[41]
- 2014 Die Stadt als Galerie: Jasna Samarin, Ingrid Marquardt, Egon Straszer und Walter Teschl, Sankt Andrä (Kärnten), (8. – 31. März 2014).[42]
- 2013 Wegmarken, Sommerrefektorium im Dom St. Pölten, (14. Februar – 17. März 2013).[43]
- 2012 Melancholie, kunstraumarcade. Raum für aktuelle Kunst, Mödling, (22. September – 3. November 2012).[44]
- 2011 Zyklus 6.0: Ferne Nähe. Zeitgenössische Kunst Mitteleuropa: Niederösterreich, Friaul, Julisch Venetien, Dormitorium Stift Lilienfeld, (6. – 30. Oktober 2011).[45]
- 2010 Movimenti & stone_clearing, Künstlerhaus Klagenfurt (Egon Straszer in der „Kleinen Galerie“ des Künstlerhauses), (16. April – 15. Mai 2010),[46]
- 2009 Zeichnung: Raum, Kunstverein Kärnten, Künstlerhaus Klagenfurt, (14. Mai – 26. Juni 2009).[47]
- 2008 K08 – Emanzipation und Konfrontation. Kunst aus Kärnten von 1945 bis heute, verschiedene Standorte, hier Standort Kunstwerk Krastal (outdoor: „Bewegte Steinskulptur“), Einöde (26. Juni – 31. August 2008).[48];
- 2006 Solysombra – Parcour der Wahrnehmung, Galerie Judith Walker und Schlosspark, Schloss Ebenau, Feistritz im Rosental, (25. Juni – 10. September 2006).[49]
- 2005 Expedition Gefährten. Kärntner Künstler in Südtirol, Galerie Prisma, Südtiroler Künstlerbund, Bozen, (7. – 21. Mai 2005).[50]
- 2004 NaturArte. Mostra a Rozzano, Skulpturenausstellung Kunstwerk Krastal in Kooperation mit der Künstlergruppe NaturArte, Cascina Grande, Rozzano, (Juni 2004)[51]
- 2003 Stone washed I. Skulpturschwerpunkt: Stein, Barockschlössl, Museum M. und Hauptplatz, Mistelbach, (Mai 2003).[52]
- 2002 europe art languages. Identità Europa: linguaggi ed artisti a confronto, Europäisches Ausstellungsprojekt, mehrere Orte, hier: Castello Mediceo, Melegnano bei Mailand, (Juli – September 2002).[53]
- 2001 Begleitausstellung zum Symposium Steine ohne Grenzen, Gewölbekeller im Künstlerhof der Akademie der Künste (Berlin), Berlin-Buch, (2. – 30. September 2001).[54]
- 1994 Salzlos, Begleitausstellung zur Salzburger Landesausstellung 1994 (Thema Salz), Pernerinsel, Hallein, (30. April – 30. Oktober 1994).[55]

## Publikationen (Auswahl)
- Egon Straszer: Lichtungen. Artbook Verlag, Salzburg 2015, ISBN 978-3-9503492-7-6.
- Egon Straszer: Frische Energie 2000, in: Silvie Aigner (Hg.): Kunst im Steinbruch. Vom „Verein Begegnung in Kärnten“ zum [kunstwerk] krastal. Skulptur, Symposion, interdisziplinäre Projekte 1967–2007, Ritter Verlag, Klagenfurt 2008, ISBN 978-3-85415-409-9, S. 127–131;
- Egon Straszer, Michael Kos (Hg.): Dinge, an sich. Ding, Kunst, Kant und Zeitgenossen, Wieser Verlag, Klagenfurt 2004, ISBN 3-85129-590-0;
- Egon Straszer: Von allen Dingen, in: Egon Straszer, Michael Kos (Hg.): Dinge, an sich. Ding, Kunst, Kant und Zeitgenossen, Wieser Verlag, Klagenfurt 2004, ISBN 3-85129-590-0, S. 21–24;